# Silva (film)
Silva (russisk: Сильва) er en sovjetisk film fra 1944 af Aleksandr Ivanovskij.

## Medvirkende
- Zoja Smirnova-Nemirovich som Silva Varescu
- Niyaz Dautov som Edvin
- Margarita Sakalis som Stassi
- Sergej Martinson som Boni
- Sergej Dybcho